# Seres (historisch land)

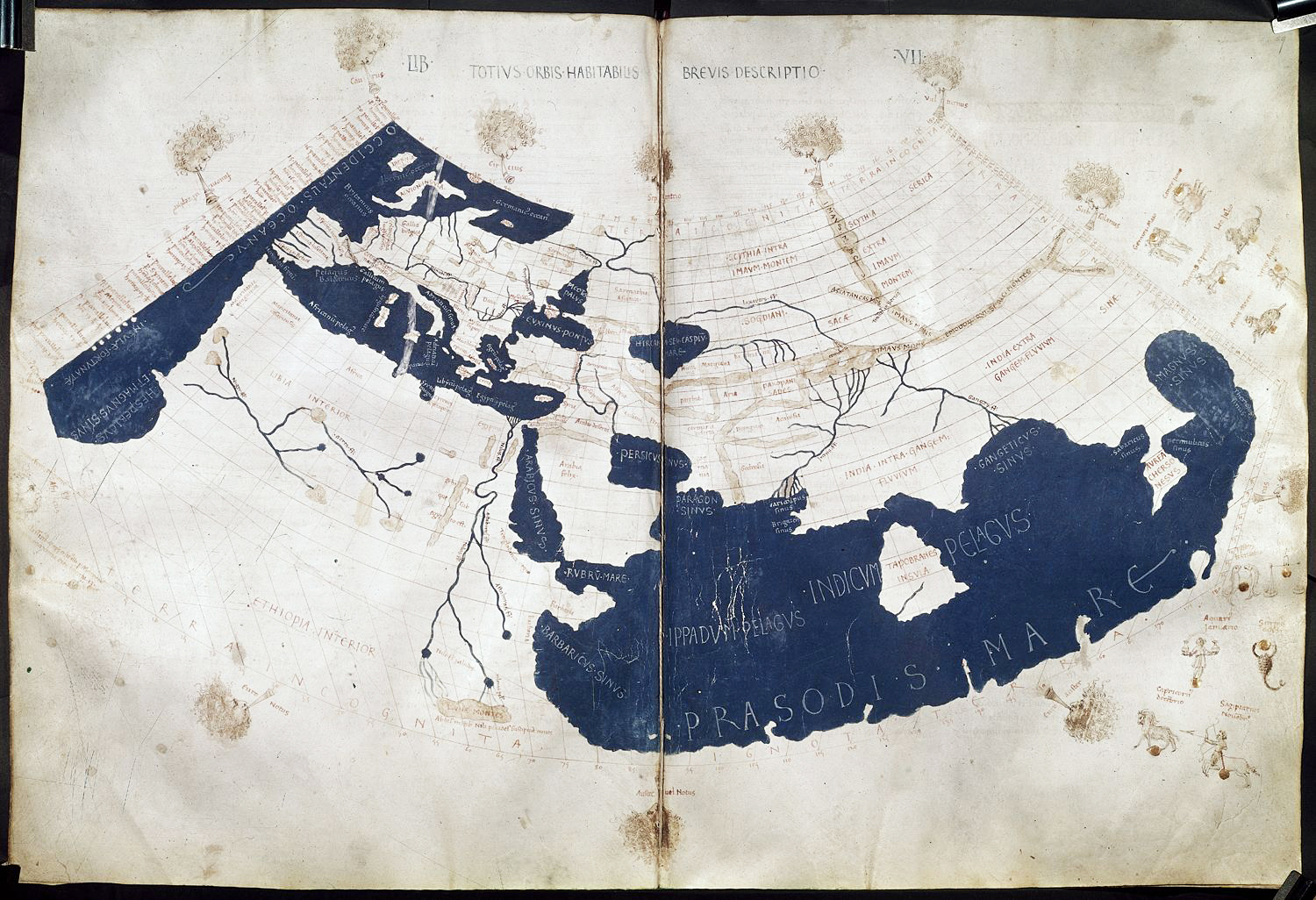
Wereldkaart van Ptolemaeus; uit zijn Geographia (ca 150)

Seres (Gr. Σῆρες, Lat. Sērēs) was de antieke Griekse en Latijnse naam voor de inwoners van oostelijk Centraal Azië. Seres betekent zijde, het is dus eigenlijk het Land van de Zijde. Bij de Grieken heet deze stof serikon of serika, de stof van de Seres. 
Vanaf het einde van de tweede eeuw voor Christus wordt de Chinese zijde naar het westen geëxporteerd. Over de Seres deden verhalen de ronde die het volk sterk idealiseren. Ze zouden beschaafd zijn, mild en rechtvaardig, en wel tweehonderd jaar oud worden.
Volgens de beschrijving van Ptolemaeus zou het land van de Seres overeenkomen met het moderne Xinjiang, een provincie in het noordwesten van China. Ptolemaeus tekende het land van de Seres op zijn wereldkaart in het noorden, en dat van de Sinae in het zuiden van het huidige China. Hij beriep zich daarbij op een verloren gegaan werk van Marinus van Tyrus, die het op zijn beurt zou hebben ontleend aan reisverslagen van een zekere Maës Titianus. Deze Macedoniër uit de Hellenistische tijd zou gereisd hebben tot de "Stenen Toren", de stad Taxkorgan in het uiterste westen van Xinjiang, een bekende plaats aan de zijderoute.